# Opisthoncus quadratarius
Opisthoncus quadratarius là một loài nhện trong họ Salticidae.
Loài này thuộc chi Opisthoncus. Opisthoncus quadratarius được Ludwig Carl Christian Koch miêu tả năm 1867.